# Парк динозавров (Клайнвелька)

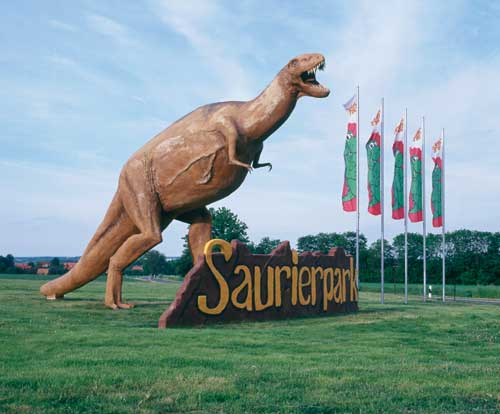
Скульптура динозавра на входе в парк

Парк динозавров находится недалеко от города Баутцена, в пригороде Клайнвелька. Его создатель, Франц Грусс, в соседней деревне Гросвелька создал ещё один парк. В парках находятся скульптуры динозавров в натуральную величину.

## История
В 1978 г. Франц Грусс на своём участке начал создавать макеты динозавров из железобетона. В связи с большим интересом со стороны публики и по просьбе администрации населённого пункта он с 1981 г. превратил выставку в общественный парк.
В 1990 г. между основателем парка и администрацией деревни возникли разногласия по вопросу распределения прибыли, получаемой Парком динозавров. Грусс в 1991 г. завершил свою деятельность в общественном парке и продолжил создавать скульптуры на своём участке.
С 1994 г. новые скульптуры в общественном парке создаёт скульптор Томас Штерн, используя для этого результаты последних исследований в области палеонтологии. С момента основания парка в нём побывало более 5 миллионов посетителей.
В 2007 году парк посетило 210 000 человек.

## Галерея

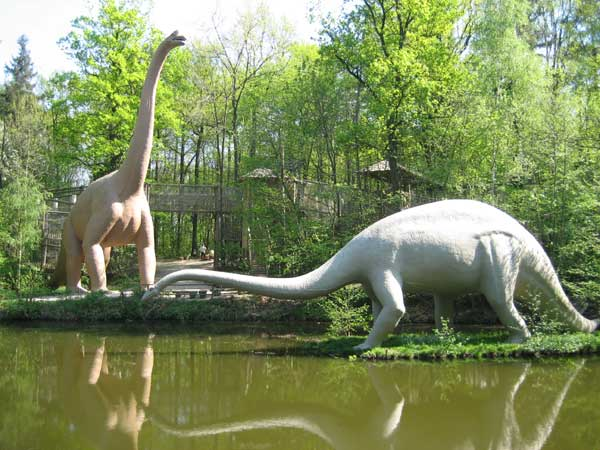
Брахиозавр и диплодок
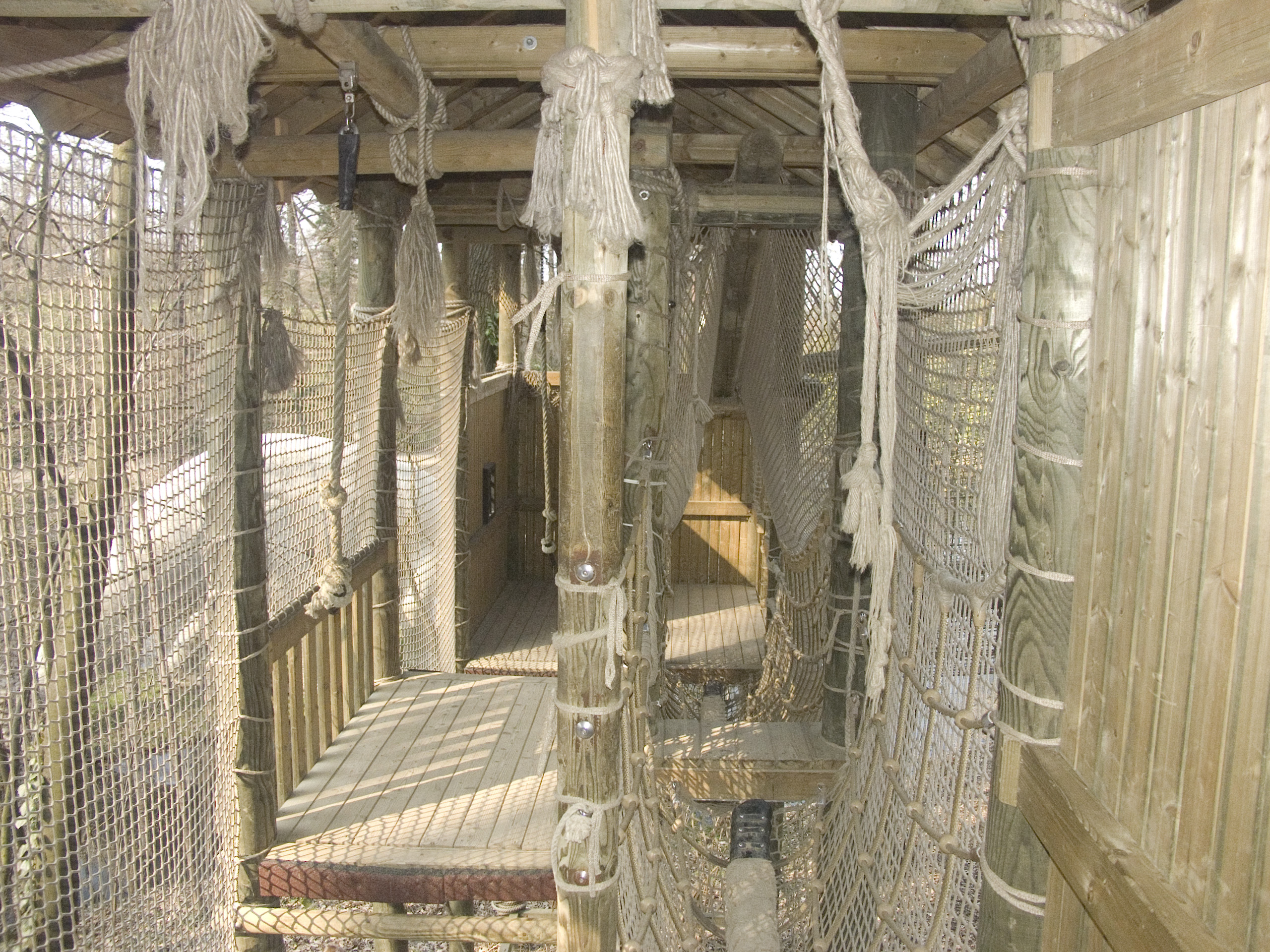
Игровой домик на сваях
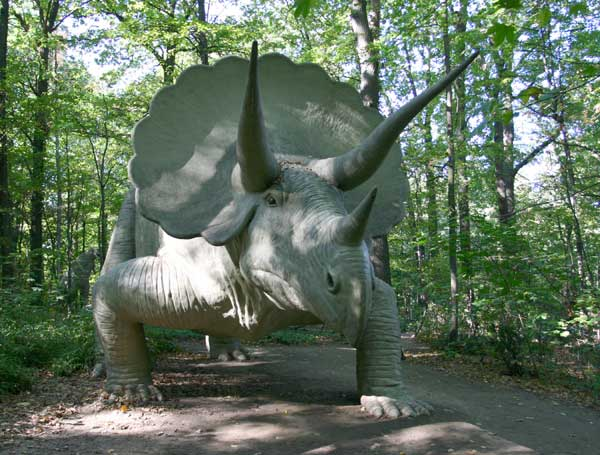
Трицератопс